# Zsebhalmazelmélet
A zsebhalmazelmélet (pocket set theory, kódja: PST) egy alternatív halmazelmélet, amelyben csak két végtelen számosság van. Megalkotója Randall Holmes amerikai matematikus.
A matematika bizonyos területein nem játszik szerepet a végtelen számosságok végtelen hierarchiája, így elegendő két végtelen számosságot megengedni: a természetes számok {\displaystyle \aleph _{0}} számosságát és a valós számok {\displaystyle {\mathfrak {c}}} kontinuum számosságát. A zsebhalmazelmélet egy olyan "minimalista" halmazelméleti axiómarendszer, amely csak ezeket a végtelen számosságokat mutatja fel.

## Az elmélet
A zsebhalmazelmélet a halmazelméletben szokásos azonosságjeles (=) elsőrendű nyelvet használja az {\displaystyle \in } (nemlogikai) relációjellel. A PST az NBG elmélethez hasonlóan osztályrealista halmazelmélet.
Az elmélet szándékolt interpretációjában a változók (X, Y, …) értékei osztályok, és az {\displaystyle X\in Y} atomi formula jelentése: „az X osztály eleme az Y osztálynak”. Halmaznak nevezzük azokat az osztályokat, amelyek elemei valamely osztálynak. A kisbetűs x, y stb. változók értékeit halmazokra korlátozzák. Valódi osztály az az osztály, amely nem halmaz. Két osztály egyenlő számosságú, ha létezik közöttük bijekció. Egy osztály végtelen, ha egyenlő számosságú egy valódi részosztályával. Az elmélet axiómái:
1. axióma (extenzionalitás) – Két osztály egyenlő, ha ugyanazok az elemeik.
{\displaystyle \forall z\,(z\in X\leftrightarrow z\in Y)\rightarrow X=Y}
2. axióma (osztálykomprehenzió) – Ha {\displaystyle \phi (x)} tetszőleges formula, akkor létezik egy osztály, melynek pontosan azok az x halmazok az elemei, melyekre {\displaystyle \phi (x)} teljesül.
{\displaystyle \exists Y\forall x\,(x\in Y\leftrightarrow \phi (x))}
Mivel {\displaystyle \phi (x)}-ben a kvantifikáció nincs halmazokra korlátozva, ez a Morse–Kelley-halmazelmélet
komprehenziós axiómája, nem pedig az NBG-é.
3. axióma (végtelenség) – Létezik végtelen halmaz, és minden végtelen halmaz azonos számosságú.
{\displaystyle \exists x\,(\mathrm {inf} (x)\land \forall y\,(\mathrm {inf} (y)\rightarrow |x|=|y|))}
(Itt inf(x) rövidíti azt a kijelentést, hogy x végtelen. Az {\displaystyle |x|=|y|} formula azt rövidíti, hogy létezik bijekció x és y között. |x| és |y| létezésében mindaddig nem lehetünk biztosak, amíg a rendezett párok létezését be nem bizonyítottuk.)
4. axióma (méretkorlátozás) – Minden valódi osztály azonos számosságú, és ha egy osztály azonos számosságú egy valódi osztállyal, akkor az valódi osztály.
{\displaystyle \forall X\forall Y\,((\mathrm {pr} (X)\land \mathrm {pr} (Y))\leftrightarrow (\mathrm {pr} (X)\land |X|=|Y|))}
(Itt pr(x) rövidíti azt a kijelentést, hogy x valódi osztály.)

## Néhány tétel
A PST-ben nincs páraxióma, ezért a rendezett párok létezését nem lehet adottnak venni, amíg bizonyítást nem nyer. (A rendezett párokat a szokásos módon definiáljuk: {\displaystyle \langle x,y\rangle =\{\{x\},\{x,y\}\}}.) Emiatt két osztály azonos számosságára sem lehet következtetni pusztán abból, hogy létezik közöttük formulával megragadható kölcsönösen egyértelmű megfeleltetés. Mindazonáltal a rendezett párok létezése következik az alábbi lemmákból:
1. A Russell-osztály valódi osztály.({\displaystyle R=\{x\,|\,x\notin x\}})
2. Az üres osztály halmaz. ({\displaystyle \emptyset =\{x\,|\,x\neq x\}})
3. A Russell-osztály végtelen.
4. Minden véges osztály halmaz.
(A négy lemma bizonyítása egymásra épül.)
Ezek után már bizonyíthatók az alábbi tételek is:
5. A halmazok V univerzuma a hereditáriusan megszámlálható halmazokból áll.
6. A valódi osztályok kontinuum számosságúak.
7. Minden halmaz unióosztálya halmaz.
A PST-ben a fentieken kívül teljesül
- a kontinuum-hipotézis (mivel minden osztály vagy halmaz, vagy valódi osztály),
- a pótlás axiómája (ez része a méretkorlátozási axiómának),
- a kiválasztási axióma (a méretkorlátozási axióma szavatolja az univerzum jólrendezhetőségét).

Az elmélet nem követeli meg, de nem is zárja ki a jólfundáltságot. A komprehenziós séma erősségét a rendszámok definíciója használja ki.

## A PST bővítése
Ha a PST-t bővítjük az ún. szabad konstrukciós axiómával, akkor bármely, az extenzionalitást kielégítő konzisztens halmazelméleti axiómarendszernek lesz belső modellje az elméletben.
Ha szűknek éreznénk a PST kereteit, a végtelenségi axiómát szabadon megváltoztathatjuk úgy, hogy kettő vagy még több végtelen halmazszámosságot engedjen meg. Ezt tehetjük az általánosított kontinuum-hipotézis megtartásával, függőben hagyásával vagy elvetésével. Egy példa:
{\displaystyle \exists x\exists y\,(\mathrm {inf} (x)\land \mathrm {inf} (y)\land |P(x)|\neq |P(y)|\land \forall z(\mathrm {inf} (z)\rightarrow (|z|=|x|\lor |z|=|y|)))}
Ebben a változatban a halmazok megszámlálható vagy kontinuum számosságúak; tehát teljesül a kontinuum-hipotézis.

## Külső hivatkozások
- Randall Holmes: Alternative Set Theories
- Randall Holmes: Notes on "Pocket Set Theory"